# Nebraska
Nebraska is een staat van de Verenigde Staten. De standaardafkorting voor de "Cornhusker State", zoals de bijnaam luidt, is NE. De hoofdstad is Lincoln, terwijl Omaha de grootste stad is en Nebraska City dezelfde naam draagt.

## Geschiedenis
Het gebied dat nu de staat Nebraska vormt, werd oorspronkelijk bevolkt door Indianenstammen. Nebraska, dat "vlak water" betekent, was de naam die de Indianen gaven aan de rivier die nu de Platte heet. Enkele van de stammen die in dit gebied woonde waren de Pawnee en de Lakota (Sioux).

### Eerste verkenning onder Frankrijk en Spanje (1541 - 1803)
Aanvankelijk wilde zowel Frankrijk als Spanje het gebied controleren. Zonder het gebied te bezoeken, claimde de Franse ontdekkingsreiziger René Robert Cavelier de La Salle het gebied in 1682 voor Frankrijk als deel van Louisiana.
Aan het einde van de zeventiende eeuw had Spanje contact met de nomadische Apachen, die ook in het huidige westelijke Nebraska kwamen. Enkele jaren later, in 1703, voerde ook Frankrijk regelmatig handel met de oorspronkelijke bevolking die langs de Missouri in Nebraska woonde. De Fransen bouwden forten langs de Mississippi en Missouri. In 1714 bezocht de commandant van het Franse Fort Orleans (meer naar het zuidoosten in het huidige Missouri), Étienne de Bourgmont, naar de monding van de rivier die hij de "Nebraskier" noemde. Deze rivier staat vandaag bekend als de Platte. Bourgmont werd zo de eerste Europeaan die de huidige naam van de staat benaderde. Tegen 1719 hadden de Fransen verschillende verdragen getekend met deze stammen. Ondertussen was er echter een oorlog tussen Spanje en (onder meer) Frankrijk uitgebroken (de Oorlog van het Viervoudig Verbond), waardoor Spanje in 1720 een gewapende expeditie uitzond onder luitenant-generaal Pedro de Villasur. Villasur vertrok vanuit Sante Fe naar het huidige Nebraska. Zijn expeditie werd echter aangevallen en vernietigd bij het huidige Columbus door een grote troepenmacht van Pawnees en Otoes, die beiden geallieerd waren met de Fransen. De nederlaag weerde de Spaanse interesse voor de volgende decennia. In 1726 zou Fort Orleans verlaten worden door de Fransen en verdween de meeste Europese invloed.
In 1763 moest Frankrijk het gebied (tijdelijk) afstaan aan Spanje. Nebraska behoorde formeel tot Nieuw-Spanje, maar Spanje zou niet direct aandacht geven aan het gebied. Het gebied lag te ver van het centrum van Nieuw-Spanje; zo bedroeg de afstand Mexico-City - Nebraska meer dan 2000 kilometer en lagen er woestijnen als de Chihuahuawoestijn op de route. Sinds 1773 was er beperkte handel tussen de Britten in het oosten en de Indianenstammen in Nebraska. Spanje reageerde met twee handelsexpedities in 1794 en 1795. Tijdens de tweede expeditie vestigde de leider, James Mackay, de eerste Europese nederzetting in Nebraska, nabij de monding van de Platte in de Missouri. Later in hetzelfde jaar vestigde Mackay's gezelschap een handelspost "Fort Carlos IV" nabij het huidige Nebraska.
Frankrijk kreeg Louisiana opnieuw in handen bij het geheime Verdrag van San Ildefonso in 1800, maar verkocht in 1803 het grootste deel van het huidige Kansas aan de Verenigde Staten als gevolg van de Louisiana Purchase.

### Ongeorganiseerd Amerikaans grondgebied (1803 - 1854)
In 1804 passeerde de expeditie van Lewis en Clark via de Missouri het oosten van Nebraska op hun weg naar het noordwesten. In 1806 bezocht een andere expeditie, door Zebulon Pike, het latere Kansas (ten zuiden van Nebraska). Pike bezocht hierbij ook een Pawnee-dorp in het uiterste zuiden van Nebraska.
Van 4 juni 1812 tot 10 augustus 1821 werd Nebraska georganiseerd als deel van het "Missouri Territory". In 1819 werd Fort Atkinson (net ten oosten van het huidige Fort Calhoun) opgericht: de eerste Amerikaanse legerpost ten westen van de Missouri. Het fort werd in 1827 alweer verlaten: meer westelijk waren er "interessantere" gebieden ontdekt. Van 1821 tot 1854 werd het gebied opnieuw een niet-georganiseerd grondgebied van de Verenigde Staten. Kolonisatie-activiteiten in dit gebied, "Indian Country", waren verboden. Vanaf de jaren 1840 liep de Oregon Trail door Nebraska naar het westen. De route volgde in Nebraska grotendeels de Platte. Vooral vanaf 1848 trokken grote aantallen via de Oregon Trail naar het Oregonterritorium en Californië. Fort Kearny, een legerpost gesticht in 1848, bood een veilige rustplaats voor de reizigers langs de Oregon en California Trail in dit nieuwe, "vijandige" land. In 1850 werd bij het latere Omaha een ferrydienst opgezet om deze reizigers van Iowa, op de oostelijke oever, naar de westelijke oever te brengen. Nebraska zelf was in die tijd nog steeds een ongeorganiseerd gebied met beperkte nederzettingen. Het was slechts een doorgangsgebied op weg naar het westen.

### Opening van het territorium (1854) en snelle bevolkingsgroei

Homesteaders met hun huifkar in Nebraska, op weg naar het westen. Foto uit 1866, drie jaar voor de ingebruikname van de spoorweg.

Het Amerikaanse Congres nam in 1854 de Kansas-Nebraska Act aan, waarmee Nebraska en Kansas de status van territorium kregen. Het territorium van Nebraska bevatte echter ook delen van de huidige staten Colorado, North Dakota, South Dakota, Wyoming en Montana. De hoofdplaats werd Omaha. Veel kolonisten trokken met huifkarren door Nebraska, op weg naar het westen. Ze konden rekenen op de hulp van militairen bij militaire steunpunten als Fort Kearny en andere forten langs de Platte tussen 1846 en 1869. In 1861 werd het Dakota-territorium afgesplitst. De eerste significante aantallen kolonisten vestigden zich in de jaren 1860 in het gebied, nadat de Amerikaanse overheid de Indiaanse stammen had verplicht zich te hervestigen in reservations.

Lincoln in 1868, één jaar nadat het "gehucht" de hoofdstad van de staat was geworden.

Dankzij de Homestead Act trokken vele duizenden kolonisten naar Nebraska om er gratis land te claimen. De eerste golf bracht al voldoende (Amerikaanse) inwoners aan zodat op 1 maart 1867 Nebraska formeel, als 37e, een staat van de Verenigde Staten werd. De hoofdstad van Nebraska was sinds 1854 Omaha, in het oosten van de nieuwe staat gelegen, een ruime 20 kilometer ten noorden van de Platte. Omaha was ook veruit de grootste stad van het territorium. De meeste inwoners van de nieuwe staat Nebraska woonde echter ten zuiden van de Platte. Hierbij werd de hoofdplaats verplaatst van Omaha naar het meer centrale Lancaster (later hernoemd naar Lincoln). Men vreesde dat het zuidelijke deel van Nebraska zou willen aansluiten bij Kansas en het dorp Lancaster, in het zuiden en een stuk westelijker dan Omaha, werd voorgesteld als plaats voor een nieuwe hoofdstad. Een senator uit Omaha probeerde dit nog te vermijden door Lancaster om te dopen in "Lincoln", een ongeliefde president bij de zuidelijke inwoners van Nebraska met sympathieën voor de confederatie. Dit was tevergeefs en Lincoln werd de nieuwe hoofdstad. Het dorp, het voormalige Lancaster, had toen 30 inwoners. Tot vandaag blijft Omaha de grootste stad van Nebraska, vóór Lincoln.

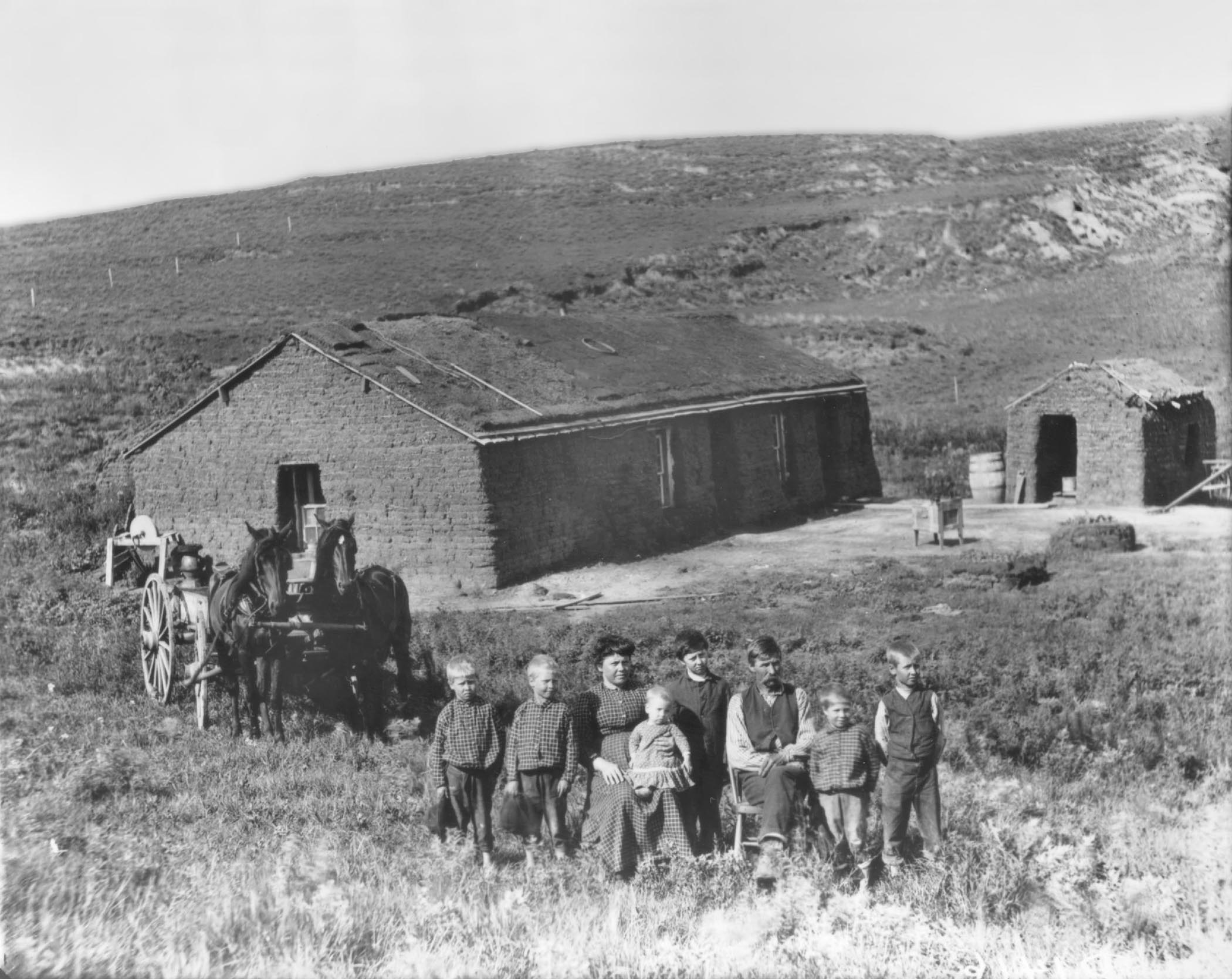
Kolonisten ("homesteaders") voor hun woning in Centraal-Nebraska in 1888

In 1869 werd de Union Pacific Railroad in gebruik genomen. Deze spoorweg met Californië als bestemming was de eerste transcontinentale spoorweg. Hij volgde vanaf Omaha in het oosten van Nebraska de vallei van de Platte. De spoorweg verving de huifkarren. Na de komst van de spoorweg groeide de bevolking van Nebraska tijdens de jaren 1870 en 1880 snel aan: van 123.000 inwoners in 1867 naar meer dan 1 miljoen in 1890. De belangrijkste factoren die hieraan bijdroegen waren de vegetatie, de landbouwkundige vernieuwing en het klimaat. De natuurlijke vegetatie van Nebraska bestaat voornamelijk uit prairie, wat zich uitstekend leende voor veeteelt. Een gemakkelijke start in de (extensieve) veeteelt liet de kolonisten ook toe om gemakkelijk de omgeving te verkennen. In dezelfde periode verspreidde het gebruik van prikkeldraad, eenvoudige windmolens en de stalen ploeg zich, wat de kolonisten toestond om Nebraska als uitstekend akkerland te gebruiken. 
In 1874-1875 werd de Pawnee naar een reservaat in 
Oklahoma verdreven. Tegen de jaren 1880 was de Amerikaanse bevolking van Nebraska al gestegen tot 450 000. Na 1890 vertraagde de bevolkingsgroei sterk.

## Geografie

### Grondgebied
De staat Nebraska beslaat 200.520 km². De westelijke panhandle van de staat behoort tot de Mountain-tijdzone, de rest tot de Central-tijdzone. Nebraska grenst in het noorden aan de staat South Dakota, in het westen aan Wyoming, in het oosten aan Iowa en Missouri en in het zuiden aan Colorado en Kansas. Op sommige plekken is Nebraska vrij vlak maar het grootste deel is heuvelachtig. Het hoogste punt ligt op 1653 meter. Nebraska heeft net als veel andere staten van de VS veel rechte grenzen, maar deze delen niet altijd over de gehele lengte 1 coördinaat.
Beginnend in het zuidoosten van de staat en met de klok mee zijn dit de coördinaten van de kruispunten van de rechte grenzen :
- Eerste coördinaat : 40°N, 95.30829°W
- Westwaarts naar : 40.00308°N, 102.05174°W
- Noordwaarts naar : 41.00236°N, 102.05172°W
- Westwaarts naar : 41.00141°N, 104.05325°W
- Noordwaarts naar : 43.00059°N, 104.05303°W
- Oostwaarts naar : 42.99856°N, 98.49856°W
- Zuidoostwaarts naar eerste coördinaat via de rivier de Missouri

### Natuurlijke omgeving

Köppen klimaatzones voor Nebraska

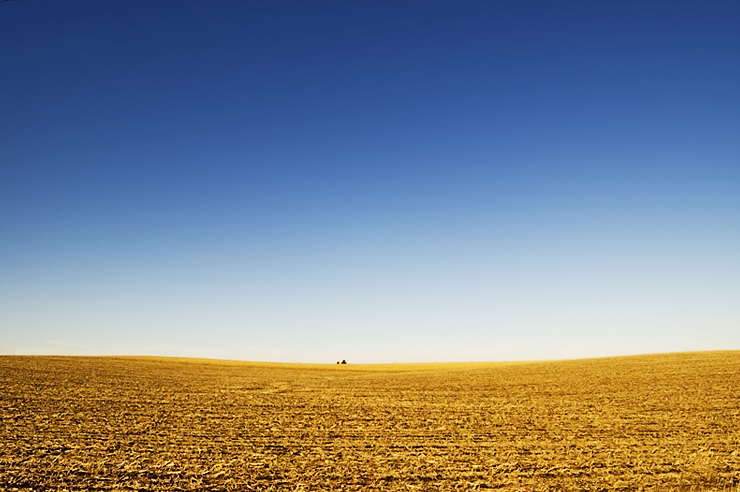
Uitzicht in de Great Plains bij Lincoln

De belangrijkste rivieren zijn de Platte en de Missouri, waar de Platte in uitkomt en die de gehele oostgrens vormt. Bij de plaats North Platte komen de rivieren de North Platte en de South Platte samen in de Platte. Het grootste meer is het Lake C.W. McConaughy, waar de rivier de North Platte doorheen stroomt.
Het grootste deel van Nebraska (centraal, noord en oost) heeft een warm landklimaat met neerslag gedurende het hele jaar. Ondanks de koude winters is dit klimaat relatief geschikt voor landbouw. In het westen van de staat komt een koud steppeklimaat voor.

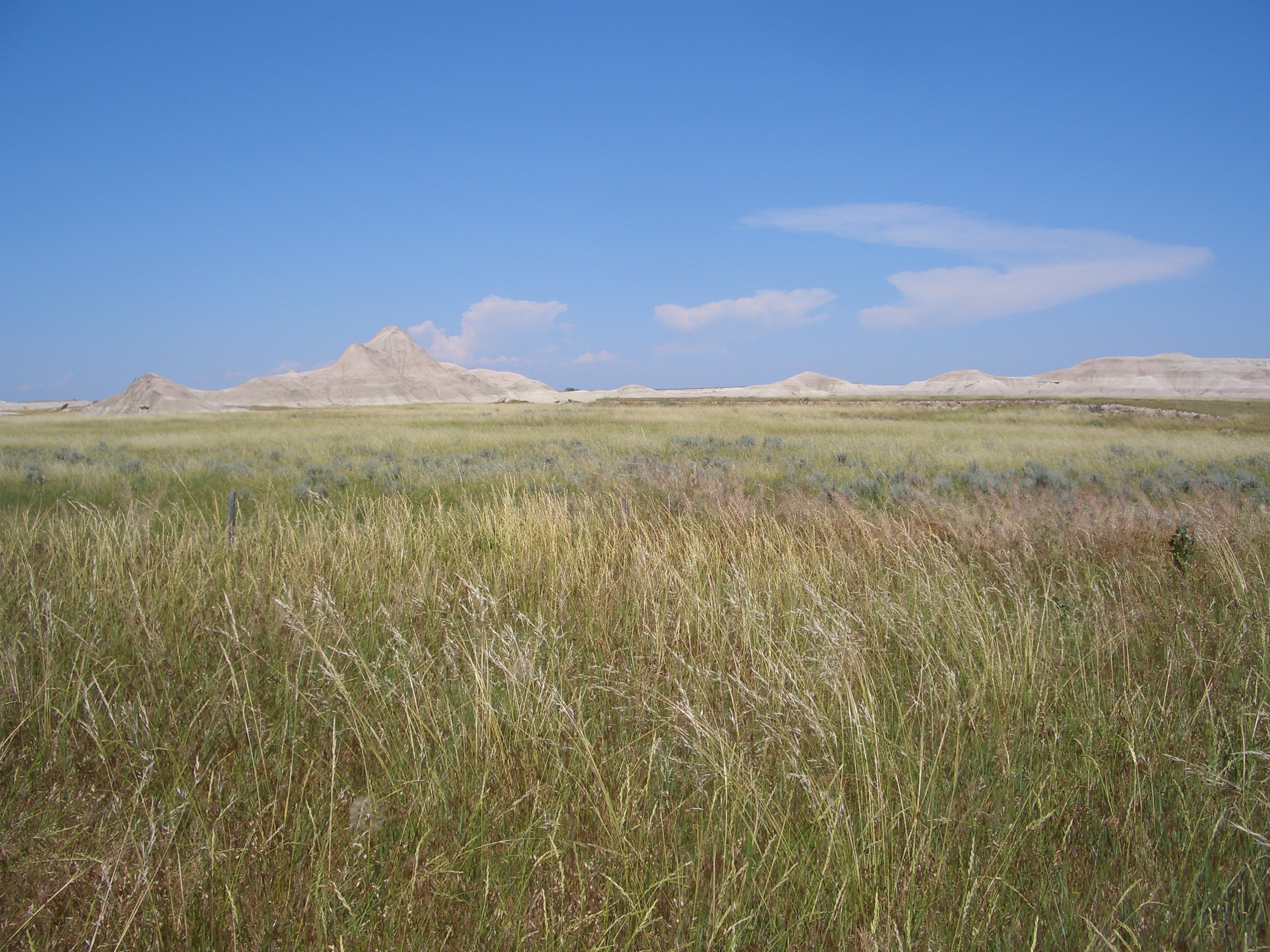
Oglala National Grassland nabij Chadron in het uiterste noordwesten van Nebraska

De natuurlijke begroeiing in Nebraska is prairie, een type grasland. In het oosten van Nebraska gaat het om zogeheten Tallgrass prairie (met lange grassen); in het westen gaat het om Shortgrass prairie (met korte grassen). In het grootste deel van de staat komt echter een mengeling van beide voor. De tallgrass prairie wordt beschermd in de Nine Mile Prairie, een natuurreservaat ten noordwesten van Lincoln. In het noordwesten van Nebraska, waar voornamelijk shortgrass prairie voorkomt, is de prairie beschermd in het Oglala National Grassland. Nebraska wordt tot de Great Plains en tot de Corn Belt gerekend.

### Steden
Er loopt één snelweg (interstate) door de staat, de I-80. Veel van de grotere steden in Nebraska liggen aan de I-80 (van oost naar west): Omaha, Papillion, Lincoln, York, Kearney, Lexington, Cozad, Gothenburg, North Platte, Ogallala en Sidney. 
Vlak bij de I-80 liggen deze grote steden (van oost naar west): Bellevue, Grand Island, Hastings en Holdrege.
Verderop in de staat liggen deze grote steden (van a tot z): Alliance, Beatrice, Broken Bow, Chadron, Columbus, McCook, Norfolk, Scottsbluff en Valentine.

## Demografie en economie
In 2008 telde Nebraska 1.826.341 inwoners (9,11 per km²), waarvan ongeveer 66% van de bevolking in een stedelijk gebied woonde.
De grootste steden zijn Omaha en de hoofdstad Lincoln. Het gemiddelde inkomen per hoofd van de bevolking is vrij normaal op Amerikaans niveau. Zowat overal is er in Nebraska veel landbouw. Ook is er een grote vleesverwerkende industrie; Omaha is een van de meest vleesverwerkende steden ter wereld.
Het brutoproduct van de staat bedroeg in 2004 68 miljard dollar.

## Bestuurlijke indeling
Nebraska is onderverdeeld in 93 county's.

## Politiek
Aan het hoofd van de uitvoerende macht van de staat, staat een gouverneur, die direct gekozen wordt door de kiesgerechtigden in de staat. De gouverneursverkiezing van 2022 werd gewonnen door Jim Pillen van de Republikeinse Partij. Hij trad in januari 2023 aan als gouverneur van Nebraska.
Nebraska is de enige Amerikaanse staat die géén tweekamerstelsel heeft: er is slechts één parlement (Nebraska Legislature) met 49 leden die zich senatoren noemen, ook al wordt het niet aangeduid als de Senaat. Dit is omdat in 1934 het Huis van Afgevaardigden werd afgeschaft. Een ander uniek gegeven is dat het officieel een onpartijdig parlement is, dus zonder indeling in Democraten, Republikeinen of anderen. In de praktijk is er echter een ruime Republikeinse meerderheid.
Zie ook Scotts Bluff National Monument.